# 이세복
이세복(李世福, 1695년 ~ 1786년)은 조선 후기의 종친이다. 노론 백도(白徒) 중 한명으로, 임인사화(壬寅士禍, 임인옥사)에 연좌되었다.

## 생애
본관은 전주, 휘는 세복(世福)이다. 덕흥대원군의 6대손이며, 제14대 선조의 백형 왕손 호성원종2등공신(扈聖原從二等功臣) 의헌공(懿獻公) 현록대부(顯祿大夫) 하원군(河原君) 이정(李鋥)의 5대손이고, 종실 도정궁(都正宮) 사손(嗣孫) 증 현록대부(顯祿大夫) 당은군(唐恩君) 이인령(李引齡)의 현손이며, 종실 도정궁(都正宮) 사손(嗣孫) 증 정의대부(正義大夫) 응천군(凝川君) 이돈(李潡)의 증손이고, 통덕랑(通德郞) 증 이조판서(吏曺判書) 이석한(李錫漢)의 손자이다. 아버지는 연풍 현감(延豐縣監) 이홍수(李弘遂)이며, 어머니는 군수(郡守) 함안인(咸安人) 조봉원(趙逢源)의 딸로 의인 함안조씨(宜人 咸安趙氏)이다.
부인은 청송심씨(靑松沈氏)와 신평인(新平人) 이태형(李泰亨)의 딸로 신평이씨(新平李氏)이다.
연풍 현감의 홍수의 아들로 1695년(숙종 21) 11월 6일 탄생하였다. 노론의 백도(白徒)의 한명으로, 노론(老論)과 소론(少論)의 대립으로 일어난 임인사화(壬寅士禍) 때 숙부 충정공 이홍술(李弘述)과 5촌 조카(종질從姪) 도정궁 사손(嗣孫) 이명좌(李明佐)와 연좌되어 1722년(경종 2) 국청(鞫廳)에서 옥(獄)에 하옥되고, 이해 9월 12일 이세복은 조송(趙松)의 생질(甥姪)이며, 이홍술(李弘術)과는 삼촌 숙질(三寸叔姪)이 된다. 두 번째 형문(刑問)을 받으며 곤장 6도(度)만에 바른 대로 공초(供招)하기를, “지친(至親)인 까닭에 그 맡겼던 은자(銀子)를 전하여 줄 즈음에 과연 사환(使喚)한 일이 있었습니다. 지난해 12월 24일과 25일 사이에 이명좌(李明佐, 도정궁 사손(嗣孫))가 벽장(壁莊)에서 은화(銀貨) 2백 냥을 내어 그의 종 구음법응(九音法應)에게 봉하여 주고, 또 저로 하여금 데리고 가게 하면서 저에게 말하기를, ‘육현(陸玄)의 일은 이제 장차 현덕명(玄德明)을 잡아서 묻는다고 하는데, 잡언(雜言)의 폐해가 있을까 두려우니, 너는 이 은화(銀貨)를 너의 외숙(外叔)에게 전해 주고, 현덕명에게 뇌물(賂物)을 주어 꾀어내도록 하라.’고 하므로, 제가 과연 그 말에 의하여 그 은화(銀貨)를 조송에게 전하여 주었습니다. 금년 4월 이후에 적삼촌(嫡三寸)이 국청(鞫廳)에 옮겨 갇혔으므로 제가 이명좌와 연결하여 같이 의막(依幕)에 갔더니, 그때에 장세상이 바야흐로 국청에 들어갔었습니다. 이명좌가 마음으로 그윽이 근심하여 저에게 말하기를, ‘지난번에 너로 하여금 조송에게 전하게 한 은자(銀子)는 현덕명에게 보낸 물건이 아니고, 그 실제로는 장세상에게 들여 보낸 것이다.’ 하였는데, 이 일은 대개 종조(從祖)를 위하여 앙화(殃禍)를 늦추려는 계책으로서, 내간(內間)에서 주선(周旋)하게 하고자 한 것이며, 시사(時事)에도 또한 대답한 바가 없지 않은 까닭이었습니다. 이제 국옥(鞫獄)이 바야흐로 벌어져 혹 드러날 단서가 없지 않으니, 진실로 매우 염려스럽습니다. 제가 전에 가져갔던 은자(銀子)가 과연 장세상에게 쓴 것임을 비로소 알았으니, 교통하며 정상(情狀)을 알았던 죄(罪)를 지만(遲晩)합니다.”하니, 1등을 감하여 장(杖) 1백에 유(流) 3천 리에 처하였다.
이해 9월 14일 정언(正言) 조익명(趙翼命)이 아뢰기를, “간원에서 이세복(李世福)을 감사(減死)하여 절도(絶島)에 정배(定配)하기를 계청하였습니다.”하니, 경종이 이르기를, “번거롭게 하지 말라.”하였다. 이해 9월 17일 계속 유배 할 것을 주청하자 할 수 없이 경종은 이해 9월 18일 흥양현(興陽縣)의 나로도(羅老島)에 유배하도록 하였다.
영조 즉위 후 1725년(영조 1) 3월 6일 연좌되었던 친척 이명회(李明會, 도정궁 사손)·이명익(李明翼)·이홍매(李弘邁)·이홍선(李弘選)·이세유(李世裕) 등과 같이 신설(伸雪)되고, 의망(擬望)하라 하여 모두 서용(敍用)되었다. 1786년(정조 10) 12월 20일 향년 92세로 별세하여 적성현 내면 무산 을좌로 장사지냈다.

## 가족관계
- 증조부: 종실 응천군 이돈(凝川君 李潡, 1579년 ~ 1617년), 도정궁(都正宮) 사손(嗣孫)
- 조부: 이석한(李錫漢, 1614년-1677년)
- 아버지: 이홍수(李弘遂, 1669년-1723), 임인사화 연좌.
- 어머니: 의인 함안조씨(宜人 咸安趙氏), 군수(郡守) 함안인(咸安人) 조봉원(趙逢源)의 딸.
- 1부인: 청송심씨(靑松沈氏, 1695년-1714년)
- 2부인: 신평이씨(新平李氏, 1732년-1802년), 신평인(新平人) 이태형(李泰亨)의 딸.
  - 아들: 이명일(李明一, 1716년-1802년)

## 같이 보기
- 이명좌
- 이홍술
- 임인옥사